# Ruska vaterpolska reprezentacija
Ruska vaterpolska reprezentacija predstavlja državu Rusiju u športu vaterpolu. Rusi su bili okosnica i vaterpolskih reprezentacija SSSR-a i ZND-a.

## Nastupi na velikim natjecanjima

### Olimpijske igre
- 1996.: 5. mjesto
- 2000.:  srebro
- 2004.:  bronca

### Svjetska prvenstva
- 1994.:  bronca
- 1998.: 6. mjesto
- 2001.:  bronca
- 2003.: 10. mjesto
- 2005.: 7. mjesto
- 2007.: 7. mjesto

### Europska prvenstva
- 1993.: 6. mjesto
- 1995.: 6. mjesto
- 1997.:  bronca
- 1999.: 5. mjesto
- 2001.: 5. mjesto
- 2003.: 4. mjesto
- 2006.: 9. mjesto
- 2008.: 10. mjesto
- 2010.: 11. mjesto
- 2014.: 11. mjesto
- 2016.: 8. mjesto
- 2018.: 7. mjesto
- 2020.: 8. mjesto

### Svjetski kupovi
- 1993.: 5. mjesto
- 1995.:  bronca
- 1997.: 4. mjesto
- 1999.: 4. mjesto
- 2002.:  zlato
- 2006.: 8. mjesto

### Svjetske lige
- 2002.:  zlato
- 2005.: 6. mjesto
- 2017.: 5. mjesto

### Europski kupovi
- 2019.: 8. mjesto

## Sastavi
- EP 2008.:

- kvalifikacije: Dudkin, Finajev, Odincov, Jevstignjejev, Balašov, Lisunov, Alejničev, Stratanov, 
Zelatovski, Rekesistov, Garbuzov, Usakov, Rostorbej. Izbornik: Popov

| Ime i prezime          | Klub                |
| ---------------------- | ------------------- |
| Aleksej Agarkov        | Spartak (Volgograd) |
| Dmitrij Antipov        | Dinamo (Moskva)     |
| Vladimir Basik         | Sintez              |
| Dmitrij Dugin          | Cagliari            |
| Pavel Kalturin         | Spartak (Volgograd) |
| Sergej Lisunov         | Spartak (Volgograd) |
| Kiril Novoksenov       | Dinamo (Moskva)     |
| Jegor Rastorgujev      | Dinamo (Moskva)     |
| Aleksej Rižov-Aleničev | Šturm 2002          |
| Dmitrij Stratan        | Šturm 2002          |
| Vitali Jurčik          | Spartak (Volgograd) |
| Marat Zakirov          | Sintez              |
| Jurij Želtovski        | Šturm 2002          |
| Vječeslav Sobčenko     |                     |